# Hylkje
Hylkje är en tidigare tätort i Bergens kommun i Vestland fylke i västra Norge. Orten är belägen vid Sørfjorden på nordöstra sidan av Bergenshalvön. Bebyggelsen i orten räknas sedan 2013 som en del av tätorten Bergen.